# جام ولپی بهترین بازیگر مرد
جام ولپی (به ایتالیایی: Coppa Volpi) جایزه‌ای است که به بازیگران در جشنواره فیلم ونیز اهدا می‌شود. جوایز رسمی بازیگری در جشنواره دوم در سال ۱۹۳۴ عرضه شدند. در ابتدا آن‌ها مدال‌های بزرگ طلایی انجمن ملی فاشیست برای سرگرمی نامیده می‌شدند.
نام ولپی سال بعد عنوان شد و هیچ جایزه‌ای بین سال‌های ۱۹۶۹ و ۱۹۷۹ داده نشد. در نیمه دهه ۱۹۹۰ این جایزه به بهترین بازیگران نقش مکمل زن و مرد نیز اهدا شد.
این جام به احترام کنت جوزپه ولپی دی میزوراتا (Count Giuseppe Volpi di Misurata) بنیانگذار این جشنواره «ولپی» نام گرفته‌است.

## تاریخچه

### از ۱۹۳۴ تا ۱۹۸۰
جشنواره برای نخستین بار در ۱۹۳۴ رقابتی شد. جوایز بازیگری به نام «مدال طلایی بزرگ انجمن ملی فاشیست برای سرگرمی به خاطر بهترین بازیگر نقش اول مرد» (به ایتالیایی: Grande medaglia d'oro dell'Associazione Nazionale Fascista dello Spettacolo per il migliore attore) نامگذاری شد.
پس از ۴ سال وقفه به خاطر جنگ، جشنواره یک بار دیگر در سال ۱۹۴۷ رقابتی شد. جوایز بازیگری بی‌درنگ پس از جنگ به نام «جایزهٔ بین‌المللی برای بهترین بازیگر مرد» (به ایتالیایی: Premio Internazionale per il migliore attore) نامگذاری شد.

### از ۱۹۸۰ تا کنون
جشنواره دوباره در سال ۱۹۸۰ رقابتی شد اما جوایز بازیگری اهدا شده توسط هیئت ژوری مسابقه تا سال ۱۹۸۳ ابقاء نشد. جوایز دیگر به نام Coppa Volpi (جام ولپی) نبودند اما در حقیقت به عنوان «جایزه بهترین بازیگر مرد» (به ایتالیایی: Premio per il migliore attore) نامیده می‌شدند. در واقع، برندگان جوایز جامی شکل را دریافت نکردند اما در عوض پلاک مستطیلی شکلی را گرفتند.
در سال ۱۹۸۸، برای اولین بار در ۲۰ سال اغلب جوایز مسابقه دوباره بنیان نهاده شدند. جایزه رسمی به نام جام ولپی بهترین بازیگر نقش اول مرد (به ایتالیایی: Coppa Volpi per la migliore interpretazione maschile) نام گذاری شد.
جیلو پونته‌کوروو، کارگردان هنری سال ۱۹۹۳ جشنواره تصمیم به دو برابر کردن جام‌های ولپی گرفت.
جایزه جدید از بازی‌های بازیگران مرد در نقش‌های مکمل قدردانی می‌کرد و به‌طور رسمی به نام جام ولپی برای بهترین بازیگر مرد نقش مکمل (به ایتالیایی: Coppa Volpi per il migliore attore non protagonista) نامگذاری شد.
دو سال بعد، پونته‌کوروو تصمیم به به خارج کردن چند جایزه مانند شیر نقره‌ای و یکی از جام‌های ولپی گرفت. از آغاز سال ۱۹۹۵، تنها ۳ جایزه بازیگری توسط هیئت داوری اهدا شده‌است: یکی برای بازیگری نقش اصلی مرد، یکی برای بازیگری نقش اصلی زن و آخری برای برای یک بازیگر نقش مکمل زن یا مرد.

## برندگان
بازیگران زیر جام ولپی یا سایر جوایز اصلی بهترین بازیگر مرد را دریافت کرده‌اند:
‡ – نشان می‌دهد که بازیگر نامزد جایزه اسکار نیز شده بود.
| سال | بازیگر                       | نقش                              | فیلم                                              | ملیت بازیگر         |
| --- | ---------------------------- | -------------------------------- | ------------------------------------------------- | ------------------- |
| دههٔ ۱۹۳۰ |                              |                                  |                                                   |                     |
| ۱۹۳۲ و ۱۹۳۴ - با عنوان «مدال طلایی بزرگِ انجمن ملی فاشیست برای سرگرمی برای بهترین بازیگر مرد» اعطا شد               |                              |                                  |                                                   |                     |
| ۱۹۳۲ | فردریک مارچ (جایزهٔ ویژه)     | Dr. Henry Jekyll / Edward Hyde ‡ | دکتر جکیل و آقای هاید                             | ایالات متحدهٔ آمریکا |
| ۱۹۳۴ | والاس بیری (جایزهٔ ویژه)      | پانچو بی‌یا                       | زنده‌باد ویا!                                      | ایالات متحدهٔ آمریکا |
| ۱۹۳۵–۱۹۴۲ - با عنوان «جام ولپی» اعطا شد                                                                            |                              |                                  |                                                   |                     |
| ۱۹۳۵ | پیر بلانشار                  | Raskolnikov                      | Crime and Punishment (Crime et châtiment)         | فرانسه              |
| ۱۹۳۶ | پل مونی                      | لویی پاستور ‡                    | داستان لوئی پاستور                                | ایالات متحدهٔ آمریکا |
| ۱۹۳۷ | امیل یانینگز                 | Matthias Clausen                 | Der Herrscher                                     | آلمان               |
| ۱۹۳۸ | لسلی هاوارد                  | Professor Henry Higgins ‡        | پیگمالیون                                         | بریتانیا            |
| ۱۹۳۹ | اعطا نشد                     | اعطا نشد                         | اعطا نشد                                          | اعطا نشد            |
| دههٔ ۱۹۴۰ |                              |                                  |                                                   |                     |
| 1940 | اعطا نشد                     | اعطا نشد                         | اعطا نشد                                          | اعطا نشد            |
| ۱۹۴۱ | Ermete Zacconi               | Don Geronimo Buonaparte          | Don Buonaparte                                    | ایتالیا             |
| ۱۹۴۲ | فوسکو جیاچتی                 | Captain Enrico Berti             | Bengasi                                           | ایتالیا             |
| ۱۹۴۷–۱۹۵۰ - با عنوان «جایزهٔ بین‌المللی برای بهترین بازیگر مرد» اعطا شد                                              |                              |                                  |                                                   |                     |
| ۱۹۴۶ | اعطا نشد                     | اعطا نشد                         | اعطا نشد                                          | اعطا نشد            |
| ۱۹۴۷ | پیر فرنه                     | ونسان دو پل                      | آقای ونسان                                        | فرانسه              |
| ۱۹۴۸ | ارنست دویچ                   | Scharf                           | محاکمه                                            | اتریش               |
| ۱۹۴۹ | جوزف کاتن                    | Eben Adams                       | Portrait of Jennie                                | ایالات متحدهٔ آمریکا |
| دههٔ ۱۹۵۰ |                              |                                  |                                                   |                     |
| ۱۹۵۰ | سام جافی                     | Erwin “Doc” Riedenschneider ‡    | جنگل آسفالت                                       | ایالات متحدهٔ آمریکا |
| ۱۹۵۱–۱۹۶۸ - با عنوان «جام ولپی» اعطا شد                                                                            |                              |                                  |                                                   |                     |
| ۱۹۵۱ | ژان گابن                     | Raymond Pinsard                  | The Night Is My Kingdom (La nuit est mon royaume) | فرانسه              |
| ۱۹۵۲ | فردریک مارچ                  | Willy Loman ‡                    | مرگ فروشنده                                       | ایالات متحدهٔ آمریکا |
| ۱۹۵۳ | آنری ویلبر                   | François Dupont                  | Le bon Dieu sans confession                       | فرانسه              |
| ۱۹۵۴ | ژان گابن                     | Victor Le Garrec                 | Air of Paris                                      | فرانسه              |
| ۱۹۵۴ | ژان گابن                     | Max ("Max le Menteur")           | Touchez pas au grisbi                             | فرانسه              |
| ۱۹۵۵ | کورد یورگنس (مشترک)          | Wolf Gerke                       | Heroes and Sinners                                | آلمان               |
| ۱۹۵۵ | کنت مور (مشترک)              | Freddie Page                     | دریای عمیق آبی                                    | بریتانیا            |
| ۱۹۵۶ | بورویل                       | Marcel Martin                    | The Trip Across Paris                             | فرانسه              |
| ۱۹۵۷ | آنتونی فرنسیوسا              | Polo Pope ‡                      | یک مشت باران                                      | ایالات متحدهٔ آمریکا |
| ۱۹۵۸ | الک گینس                     | Gulley Jimson                    | The Horse’s Mouth                                 | بریتانیا            |
| ۱۹۵۹ | جیمز استوارت                 | Paul Biegler ‡                   | تشریح یک قتل                                      | ایالات متحدهٔ آمریکا |
| دههٔ ۱۹۶۰ |                              |                                  |                                                   |                     |
| ۱۹۶۰ | جان میلز                     | Lt. Col. Basil Barrow            | Tunes of Glory                                    | بریتانیا            |
| ۱۹۶۱ | توشیرو میفونه                | Sanjuro                          | یوجیمبو                                           | ژاپن                |
| ۱۹۶۲ | برت لنکستر                   | Robert Stroud ‡                  | پرنده‌باز آلکاتراز                                 | ایالات متحدهٔ آمریکا |
| ۱۹۶۳ | آلبرت فینی                   | Tom Jones ‡                      | تام جونز                                          | بریتانیا            |
| ۱۹۶۴ | تام کورتنی                   | Private Arthur Hamp              | King & Country                                    | بریتانیا            |
| ۱۹۶۵ | توشیرو میفونه                | Dr. Kyojō Niide                  | ریش‌قرمز                                           | ژاپن                |
| ۱۹۶۶ | ژاک پرن                      | Michele                          | Almost a Man                                      | فرانسه              |
| ۱۹۶۷ | لیوبیشا سامارجیچ             | Mali                             | The Morning                                       | یوگسلاوی            |
| ۱۹۶۸ | جان مارلی                    | Richard Forst                    | چهره‌ها                                            | ایالات متحدهٔ آمریکا |
| دههٔ ۱۹۸۰ |                              |                                  |                                                   |                     |
| ۱۹۸۳–۱۹۸۷ - با عنوان «جایزهٔ بهترین بازیگر مرد» اعطا شد                                                             |                              |                                  |                                                   |                     |
| ۱۹۸۳ | گای بوید (مشترک)             | Rooney                           | Streamers                                         | ایالات متحدهٔ آمریکا |
| ۱۹۸۳ | جرج دزوندزا (مشترک)          | Cokes                            | Streamers                                         | ایالات متحدهٔ آمریکا |
| ۱۹۸۳ | دیوید آلن گرایر (مشترک)      | Roger                            | Streamers                                         | ایالات متحدهٔ آمریکا |
| ۱۹۸۳ | میچل لیکتنستاین (مشترک)      | Richie                           | Streamers                                         | ایالات متحدهٔ آمریکا |
| ۱۹۸۳ | متیو موداین (مشترک)          | Billy                            | Streamers                                         | ایالات متحدهٔ آمریکا |
| ۱۹۸۳ | مایکل رایت (مشترک)           | Carlyle                          | Streamers                                         | ایالات متحدهٔ آمریکا |
| ۱۹۸۴ | نصیرالدین شاه                | Naurangia                        | Paar                                              | هند                 |
| ۱۹۸۵ | ژرار دوپاردیو                | Louis Vincent Mangin             | پلیس                                              | فرانسه              |
| ۱۹۸۶ | کارلو دله پیانه              | Antonio Sant’Elia                | Regalo di Natale                                  | ایتالیا             |
| ۱۹۸۷ | هیو گرانت (مشترک)            | Clive Durham                     | Maurice                                           | بریتانیا            |
| ۱۹۸۷ | جیمز ویلبی (مشترک)           | Maurice Hall                     | Maurice                                           | بریتانیا            |
| ۱۹۸۸-اکنون- با عنوان «جام ولپی برای بهترین بازیگر مرد» (همچنین «جام ولپی برای بهترین بازیگر نقش مکمل مرد») اعطا شد |                              |                                  |                                                   |                     |
| ۱۹۸۸ | دان آمچی (مشترک)             | Gino                             | Things Change                                     | ایالات متحدهٔ آمریکا |
| ۱۹۸۸ | جو مانتگنا (مشترک)           | Jerry                            | Things Change                                     | ایالات متحدهٔ آمریکا |
| ۱۹۸۹ | مارچلو ماسترویانی (مشترک)    | Marcello                         | ساعت چنده؟                                        | ایتالیا             |
| ۱۹۸۹ | ماسیمو ترویسی (مشترک)        | Michele                          | ساعت چنده؟                                        | ایتالیا             |
| دههٔ ۱۹۹۰ |                              |                                  |                                                   |                     |
| ۱۹۹۰ | اولگ بوریسوف                 | Svidetel / Christo Panov         | The Only Witness                                  | شوروی               |
| ۱۹۹۱ | ریور فینیکس                  | Mikey Waters                     | آیداهوی اختصاصی خودم                              | ایالات متحدهٔ آمریکا |
| ۱۹۹۲ | جک لمون                      | Shelley “The Machine” Levene     | گلن‌گری گلن راس                                    | ایالات متحدهٔ آمریکا |
| ۱۹۹۳ | فابریتزیو بنتیوولیو          | Pietro De Leo                    | A Soul Split in Two                               | ایتالیا             |
| ۱۹۹۳ | مارچلو ماسترویانی (نقش مکمل) | Constantin Laspada               | ۱، ۲، ۳، خورشید                                   | ایتالیا             |
| ۱۹۹۴ | Xia Yu                       | Ma Xiaojun                       | In the Heat of the Sun                            | چین                 |
| ۱۹۹۴ | Roberto Citran (نقش مکمل)    | Loris                            | Il Toro                                           | ایتالیا             |
| ۱۹۹۵ | گوتز جرج                     | Fritz Haarmann                   | Deathmaker                                        | آلمان               |
| ۱۹۹۵ | ایان هارت (نقش مکمل)         | Ginger                           | Nothing Personal                                  | بریتانیا            |
| ۱۹۹۶ | لیام نیسون                   | مایکل کولینز                     | مایکل کولینز                                      | جمهوری ایرلند       |
| ۱۹۹۶ | کریس پن (نقش مکمل)           | Cesarian "Chez" Tempio           | خاکسپاری                                          | ایالات متحدهٔ آمریکا |
| ۱۹۹۷ | وسلی اسنایپس                 | Max Carlyle                      | رابطه یک‌شبه                                       | ایالات متحدهٔ آمریکا |
| ۱۹۹۸ | شان پن                       | Eddie                            | جارو جنجال                                        | ایالات متحدهٔ آمریکا |
| ۱۹۹۹ | جیم برودبنت                  | دابلیو. اس. گیلبرت               | وارونه                                            | بریتانیا            |
| دههٔ ۲۰۰۰ |                              |                                  |                                                   |                     |
| ۲۰۰۰ | خاویر باردم                  | رینالدو آرناس ‡                  | پیش از آغاز شب                                    | اسپانیا             |
| ۲۰۰۱ | لوییجی لو کاشو               | Antonio                          | Light of My Eyes                                  | ایتالیا             |
| ۲۰۰۲ | استفانو آکورسی               | Dino Campana                     | A Journey Called Love                             | ایتالیا             |
| ۲۰۰۳ | شان پن                       | Paul Rivers                      | ۲۱ گرم                                            | ایالات متحدهٔ آمریکا |
| ۲۰۰۴ | خاویر باردم                  | رامون سمپدرو                     | دریای درون                                        | Spain               |
| ۲۰۰۵ | دیوید استراترن               | ادوارد مورو ‡                    | شب‌بخیر و موفق باشید                               | ایالات متحدهٔ آمریکا |
| ۲۰۰۶ | بن افلک                      | جرج ریوز                         | هالیوودلند                                        | ایالات متحدهٔ آمریکا |
| ۲۰۰۷ | برد پیت                      | جسی جیمز                         | قتل جسی جیمز به‌دست رابرت فورد بزدل                | ایالات متحدهٔ آمریکا |
| ۲۰۰۸ | سیلویو اورلاندو              | Michele Casali                   | Giovanna's Father                                 | ایتالیا             |
| ۲۰۰۹ | کالین فرث                    | George Falconer ‡                | یک مرد مجرد                                       | بریتانیا            |
| دههٔ ۲۰۱۰ |                              |                                  |                                                   |                     |
| ۲۰۱۰ | وینسنت گالو                  | Mohammed                         | قتل واجب                                          | ایالات متحدهٔ آمریکا |
| ۲۰۱۱ | مایکل فاسبندر                | Brandon Sullivan                 | شرم                                               | جمهوری ایرلند       |
| ۲۰۱۲ | واکین فینیکس (مشترک)         | Freddie Quell ‡                  | استاد                                             | ایالات متحدهٔ آمریکا |
| ۲۰۱۲ | فیلیپ سیمور هافمن (مشترک)    | Lancaster Dodd ‡                 | استاد                                             | ایالات متحدهٔ آمریکا |
| ۲۰۱۳ | تمیس پانو                    | Father                           | Miss Violence                                     | Greece              |
| ۲۰۱۴ | آدام درایور                  | Jude                             | Hungry Hearts                                     | ایالات متحدهٔ آمریکا |
| ۲۰۱۵ | فابریس لوکینی                | Michel Racine                    | Courted                                           | فرانسه              |
| ۲۰۱۶ | Oscar Martínez               | Daniel Mantovani                 | The Distinguished Citizen                         | آرژانتین            |
| ۲۰۱۷ | Kamel El Basha               | Yasser Abdallah Salameh          | توهین                                             | فلسطین              |
| ۲۰۱۸ | ویلم دفو                     | ونسان ون گوگ ‡                   | بر دروازه ابدیت                                   | ایالات متحدهٔ آمریکا |

## برندگان چندباره
۲ برد
- فردریک مارچ - دکتر جکیل و آقای هاید (۱۹۳۲)، مرگ فروشنده (۱۹۵۲)
- ژان گابن - The Night Is My Kingdom ‏(۱۹۵۱)، Air of Paris / Touchez pas au grisbi ‏(۱۹۵۴)
- توشیرو میفونه - یوجیمبو (۱۹۶۱)، ریش‌قرمز (۱۹۶۵)
- مارچلو ماسترویانی - ساعت چنده؟ (۱۹۸۹)، ۱، ۲، ۳، خورشید (۱۹۹۳)
- شان پن - جارو جنجال (۱۹۹۸)، ۲۱ گرم (۲۰۰۳)
- خاویر باردم - پیش از آغاز شب (۲۰۰۰)، دریای درون (۲۰۰۴)